# Johanna Malangré
Johanna Malangré (* 1989 in Köln) ist eine deutsche Dirigentin. Sie ist seit 2022 Generalmusikdirektorin des Orchestre de Picardie in Amiens, Frankreich. 

## Biografie
Johanna Malangré absolvierte die Dirigierklasse von Johannes Schläfli in Zürich. Zu ihren Lehrern und Mentoren zählen Bernard Haitink, Paavo Järvi, Nicolas Pasquet und Reinhard Goebel. Sie war Conducting Fellow der Luzern Festival Akademie sowie Assistenzdirigentin der Bergischen Symphoniker und an der Kammeroper Köln. 2019 gewann sie den Ersten Preis der „MAWOMA Conducting Competition“ in Wien.
Seit 2019 ist sie Musikalische Direktorin des Hidalgo Festival für junge Klassik in München. Das von ihr gegründete Hidalgo Festivalorchester setzt sich aus Mitgliedern und Akademisten der großen Klangkörper Münchens zusammen, unter anderem des Bayerischen Staatsorchesters, der Münchner Philharmoniker und des Symphonieorchesters des Bayerischen Rundfunks.
Außerdem war sie Assistenzdirigentin des Lucerne Festival Contemporary Orchestra. Als Gastdirigentin arbeitete sie mit dem Orchestre National de France, dem Münchner Rundfunkorchester, dem Sinfonieorchester Wuppertal, dem Philharmonischen Orchester Kiel, dem Orchestre National de Bretagne, dem Orchestre de Pau Pays de Béarn, dem Luzerner Sinfonieorchester, dem Musikcollegium Winterthur, dem Berner Sinfonieorchester, dem Collegium Novum Zürich, den Münchner Symphonikern, dem Orchestre de l’Opéra Royal de Versailles, dem Orchestre Lamoureux und dem Wiener Kammerorchester. Zukünftige Debüts führen sie zur Staatsphilharmonie Ludwigshafen, zum Orchestre Victor Hugo Franche Comté, zur Opéra de Limoges, zum Real Sinfonica de Galicia, zum Istanbul State Symphony Orchestra, zu den Dortmunder Philharmonikern und zum Göttinger Symphonie Orchester.
Johanna Malangré ist seit 2022 Generalmusikdirektorin des Orchestre de Picardie (Orchestre National en Région Hauts-de-France) in Amiens.

## Auszeichnungen
- 2019: Erster Preis und Orchesterpreis der MAWOMA (Music And Women Maestra) Conducting Competition in Wien